# مارکو یوتوویچ
مارکو یوتوویچ (سیریلیک صربی: Марко Јевтовић؛ زادهٔ ۲۴ ژوئیهٔ ۱۹۹۳) بازیکن فوتبال اهل صربستان است.
از باشگاه‌هایی که در آن بازی کرده‌است می‌توان به باشگاه فوتبال دینامو مسکو و باشگاه فوتبال پارتیزان اشاره کرد.
وی همچنین در تیم‌های ملی فوتبال زیر ۲۱ سال صربستان و صربستان بازی کرده‌است.